# Oberscheid (Buchholz)
Das Kapellendorf Oberscheid ist ein Ortsteil der Ortsgemeinde Buchholz (Westerwald) im Landkreis Neuwied in Rheinland-Pfalz. Der Ort gehört der Verbandsgemeinde Asbach an. Bis zum 16. März 1974 war Oberscheid ein Ortsteil der bis dahin eigenständigen Gemeinde Griesenbach.

## Lage
Oberscheid liegt im Niederwesterwald, rund zwei Kilometer von der Grenze zu Nordrhein-Westfalen entfernt und 15 Kilometer Luftlinie südöstlich der Stadt Hennef (Sieg). Umliegende Ortschaften sind Mendt im Norden, Griesenbach im Osten, Löhe im Südosten, Wallau im Süden, Buchholz im Südwesten und Jungeroth im Nordwesten. Oberscheid liegt am Griesenbach.
Durch Oberscheid führen die Landesstraße 274 zwischen Buchholz und Griesenbach sowie die Kreisstraßen 52 und 58.

## Geschichte
Oberscheid gehörte ursprünglich zum Kurfürstentum Köln. Nach dem Reichsdeputationshauptschluss von 1803 wurde der Ort zunächst dem Fürstentum Wied-Runkel und drei Jahre später durch die Rheinbundakte dem Herzogtum Nassau zugeschlagen. Oberscheid gehörte zur Honnschaft Griesenbach, die durch das nassauische Amt Altenwied verwaltet wurde. Nach den auf dem Wiener Kongress beschlossenen Verträgen musste Nassau das Gebiet im Jahr 1815 an das Königreich Preußen abtreten. Dort gehörte Oberscheid zum Kreis Neuwied.
1817 schloss sich die Honnschaft Griesenbach mit ihren Ortsteilen der Bürgermeisterei Asbach im Regierungsbezirk Koblenz der Provinz Großherzogtum Niederrhein an. Die Honnschaft wurde später in eine Gemeinde umgeformt. Nach einer Volkszählung von 1820 hatte Oberscheid 76 Einwohner. Die Provinz Großherzogtum Niederrhein wurde 1822 aufgelöst und Oberscheid wurde Teil der Rheinprovinz. Im Jahr 1857 wurde in Oberscheid auf private Initiative hin die heutige Kapelle gebaut. Laut der Volkszählung vom 1. Dezember 1871 hatte Oberscheid zu diesem Zeitpunkt 35 Wohngebäude und 153 Einwohner.
Am 16. März 1974 wurde die Gemeinde Griesenbach mit der Gemeinde Krautscheid und einem Teil der Gemeinde Elsaff zu der neuen Gemeinde Buchholz (Westerwald) zusammengeschlossen, womit auch Oberscheid seitdem zu der neuen Gemeinde zählt.

## Sehenswürdigkeiten
Im Ortsteil Oberscheid stehen folgende Gebäude unter Denkmalschutz:
- die Kreuzkapelle aus dem Jahr 1857
- ein Wegekreuz am Barger Weg, bezeichnet auf 1815
- ein Fachwerkwohnhaus (Im Winkel 4) aus dem 18. Jahrhundert